# Ремпе, Елизавета Христиановна
Елизавета Христиановна Ремпе (1918—1997) — советский и российский учёный в области почвоведения, микробиологии и агрохимии, доктор биологических наук, профессор. Ведущий научный сотрудник ВНИИ удобрений и агропочвоведения имени Д. Н. Прянишникова.

## Биография
Родилась 28 декабря 1918 года в Москве в рабочей семье.
С 1936 по 1941 год обучалась на кафедре микробиологии биологического факультета Московского государственного университета имени М. В. Ломоносова на биологический факультет, который окончила с отличием получив специализацию по физиологии растений.
С 1941 по 1945 год в период Великой Отечественной войны вместе со своей семьёй была переселена в Казахскую ССР. С 1941 по 1945 год на педагогической работе в средней школе Карагандинской области в качестве преподавателя химии и биологии.
С 1945 по 1953 год на научно-исследовательской работе в Московском отделении ВНИИ сельскохозяйственной микробиологии в качестве младшего научного сотрудника. С 1953 года на научной работе в Московской почвенно-агрономической станции имени академика В. Р. Вильямса в качестве заведующего научно-исследовательской лабораторией микробиологии.
С 1953 года на научно-исследовательской работе в Всесоюзном институте удобрений и агропочвоведения (С 1965 года переименован во Всесоюзный институт удобрений и агропочвоведения имени Д. Н. Прянишникова): старший научный сотрудник Лаборатории почвенной микробиологии и Лаборатории органических удобрений. С 1974 по 1982 год — руководитель Научно-исследовательской лаборатории микробиологии. С 1982 по 1984 год — руководитель Научно-исследовательской лаборатории органических удобрений и гумуса. С 1984 года являлась ведущим научным сотрудником и научным консультантом института, одновременно была руководителем аспирантуры Научно-исследовательской лаборатории органических удобрений и гумуса. С 1986 года на научно-педагогической работе на кафедре агрохимии и биохимии растений факультета почвоведения МГУ имени М. В. Ломоносова под руководством академика В. Г. Минеева в качестве научного консультанта.

### Научно-педагогическая деятельность и вклад в науку
Основная научно-педагогическая деятельность Е. Х. Ремпе была связана с вопросами в области почвоведения, микробиологии и агрохимии. Е. Х. Ремпе занималась вопросами изучения роли почвенных микроорганизмов в развитии и питании растений, под её руководством и при непосредственном участии были выполнены важные научные работы по микробиологическому обоснованию агрохимических приёмов снижения потерь азота из удобрений и почвы, она являлась автором работ по характеристики микробиологических процессов в зависимости от степени окультуренности почв и доз удобрений, занималась изучением расходных статей баланса элементов питания в почве при применении бесподстилочного навоза. Е. Х. Ремпе проводились фундаментальные научные исследования по выявлению влияния корневой микрофлоры на высшие растения. Основные научные работы Е. Х. Ремпе выполнялись с растениями выращиваемыми в стерильном субстрате с сохранением его стерильности корневой системы и общей стерильности в течение вегетационного периода. 
Е. Х. Ремпе внесла большой вклад в определение задач, разработку программ и методов исследований, а так же в становление ВНИИ имени Д. Н. Прянишникова. 
В 1952 году защитила кандидатскую диссертацию по теме: «Основные факторы накопления и отбора микроорганизмов в зоне корневой системы высшего растения», в 1971 году — докторскую диссертацию на соискание учёной степени доктор биологических наук по теме: «Влияние корневой микрофлоры на высшее растение». В 1955 году приказом ВАК СССР Е. Х. Ремпе было присвоено учёное звание старший научный сотрудник, в 1965 году присвоено учёное звание профессор по специальности «микробиология». Е. Х. Ремпе было написано более шестидесяти научных трудов и монографий, в том числе основополагающая работа в этой области «Агрохимия, биология и экология почвы» (Росагропромиздат, М.: 1990). Её работы печатались в ведущих советских и российских научных журналах, в том числе в таких как «Известия Академии наук СССР», «Почвоведение», «Доклады ВАСХНИЛ», «Агрохимия» и «Вестник российской сельскохозяйственной науки».

## Основные труды
- Основные факторы накопления и отбора микроорганизмов в зоне корневой системы высшего растения. - Москва, Ин-т микробиологии Акад. наук СССР, 1952. — 154 с.
- Влияние корневой микрофлоры на высшее растение. - Москва, Моск. с.-х. акад. им. К. А. Тимирязева, 1971. — 377 с.
- Агрохимия, биология и экология почвы / В. Г. Минеев, Е. Х. Ремпе. - М. : Росагропромиздат, 1990. — 206 с. — ISBN 5-260-00505-8[4]

### Публикации
- Методика постановки стерильных вегетационных опытов // Известия АН СССР, Сер. биол. № 5. 1966
- Изменение биологической активности дерново-подзолистой легкосуглинистой почвы под влиянием систематического внесения возрастающих доз удобрений // Доклады ВАСХНИЛ, № 12, 1985
- Изменение агрохимических свойств легкосуглинистой дерново-подзолистой почвы и продуктивности растений под влиянием систематического внесения возрастающих доз удобрений // Доклады ВАСХНИЛ, № 1, 1987
- Экологические последствия применения химических средств защиты растений при возделывании картофеля на дерново-подзолистых почвах // Агрохимия, № 7, 1989. — с. 37-41
- Определение суммарной токсичности почвы, корневой системы и конечной продукции при применении химических средств защиты растений // Вестник сельскохозяйственной науки, № 6, 1991
- Определение суммарной токсичности почвы, корневой системы и конечной продукции при применении ХСЗР: методика и результаты // Вестник Российской сельскохозяйственной науки, № 6, 1991. — С. 63-70
- Биотест для определения экологических последствий применения // Доклады ВАСХНИЛ, № 7, 1991. — С. 5-10
- Оценка экологического последействия применения химических средств защиты растений // Почвоведение, № 12, 1992. — С. 61-70
- Оценка хлорхолинхлорида как фактора снижения токсичности пестицидов //Агрохимия, № 7, 1993. — С. 75-82
- Аккумуляция пестицидов в сельскохозяйственных культурах в опытах с удобрениями // Доклады Российской академии сельскохозяйственных наук, № 4, 1994
- Регуляторы роста растений как фактор снижения негативного действия пестицидов // Агрохимия, № 3, 1999. — С. 64-69[5]